# Diospyros truncata
Diospyros truncata är en tvåhjärtbladig växtart som beskrevs av Heinrich Zollinger och Alexandre Moritzi. Diospyros truncata ingår i släktet Diospyros och familjen Ebenaceae. Utöver nominatformen finns också underarten D. t. truncata.